# Ignacio García Camacho
Ignacio García Camacho (Cieza, (Murcia), 4 de agosto de 1969) es un ex ciclista profesional, logrando un total de cinco victorias.
Debutó en el equipo Kelme en 1991 en el campo profeosinal. Campeón de España en 1993, delante de Miguel Induráin. Participante en el Mundial de Oslo de ciclismo con la selección española en 1993.
Forma parte de los ilustres nombres del ciclismo murciano y a pesar de verse obligado a retirarse del ciclismo por una lesión cuando tan sólo tenía 30 años.
Tras siete temporadas en el equipo Kelme, siguió durante algunos años vinculado al ciclismo haciendo retransmisiones de la Vuelta a Murcia y de la Vuelta a España para la Cadena COPE. 
Posteriormente decidió dedicarse a la pintura, siendo su estilo el impresionismo, habiendo ganado algún concurso y realizando varias exposiciones. Actualmente trabaja
en un Juzgado realizando labores de Agente Judicial.

## Palmarés
1991
- 1 etapa de la Vuelta a los Valles Mineros

1993
- Campeonato de España en Ruta
- 1 etapa de la Vuelta a Aragón

1995
- Memorial Manuel Galera

1996
- 3 del Trofeo Tramuntana Soller-Deia

1997
- 1 etapa de la Vuelta a Murcia
- 2 General de la Vuelta a Murcia

- Datos: Q3148203